# Bilja Krstić
Bilja Krstić, srbijanska world music glazbenica. Karijeru je započela kao pop pjevačica. Usporedno s tim pracem slijedila je svoje najdublje afinitete te strpljivo prikupljala autentične audio i notne zapise izvorne glazbe s ovih prostora. Bistrik orkestar pridružio joj se 2001. godine u fuziji tradicionalne glazbe i suvremenog aranžerskog postupka. Zajedno su u tuzemstvu i inozemstvu postigli velike uspjehe. Skladba Sedi moma na visoko uvrštena im je na respektabilnu kompilaciju A Woman's World (ARC Music), zamisao koje je slavljenje fantastičnih utjecajnih žena u svijetu world musica. Bilja Krstić i orkestar Bistrik danas pretaču tradicijske i etno elemente u modernu umjetnost.